# 格爾博維鄉
44°47′N 26°46′E / 44.783°N 26.767°E
格爾博維鄉（羅馬尼亞語：Gârbovi, Ialomița），是羅馬尼亞的鄉份，位於該國南部，由雅洛米察縣負責管轄，面積82平方公里，海拔高度69米，2007年人口4,255，人口密度每平方公里52人。